# Bedřich Pokorný
Bedřich Pokorný (6. března 1904 Brno – 25./31. března 1968? Kanice) byl český voják a policista, důstojník československé tajné služby.

## Život
Pokorný vstoupil do armády v roce 1924 a od roku 1926 navštěvoval vojenskou akademii v Hranicích. Po absolvování zpravodajského kurzu byl v roce 1934 jmenován zpravodajským důstojníkem 12. divize v Košicích a později v Prešově se zpravodajskou činností zaměřenou proti Maďarsku.
Po okupaci českých zemí a vytvoření Slovenského státu se vrátil domů. Dostal práci v protektorátní správě a stal se finančním úředníkem moravského zemského úřadu v Brně. Během okupace údajně spolupracoval s několika odbojovými skupinami, včetně komunistického odboje. Jeho odbojová činnost však byla později během politických procesů v 50. letech zpochybňována, a Pokorného skutečné aktivity v období Protektorátu jsou dodnes nejasné.
V dubnu 1945, po osvobození Brna Rudou armádou, získal vysokou funkci velitele Národní bezpečnostní stráže v Brně a zemského velitele Sboru národní bezpečnosti na Moravě. Během léta roku 1945 organizoval pronásledování a vyhnání sudetských Němců i brněnský pochod smrti.
V červenci 1945 vstoupil do komunistické strany a byl jmenován velitelem jedné ze sekcí zpravodajské služby ministerstva vnitra v Praze. Pokorný vedl vyšetřování mnohých německých válečných zločinců. Za účelem diskreditace nekomunistických politiků zfalšoval výpověď zatčeného říšského zmocněnce pro Protektorát Čechy a Morava K. H. Franka. Zfalšovanou výpovědí chtěl komunistické odpůrce obvinit z kolaborace. Z podvodu byl usvědčen veřejným žalobcem dr. Jaroslavem Drábkem a díky úsilí ministra spravedlnosti dr. Prokopa Drtiny byl za trest převelen na Slovensko.
Během února 1948 vytvořil výkonnou agenturní síť, díky níž získával interní informace z nekomunistických stran a výrazně tak přispěl ke komunistickému převratu. Po převratu dosáhl postu přednosty Obranného zpravodajství Ministerstva vnitra, zástupce přednosty odboru Ministerstva vnitra pro politické zpravodajství a přednosty BAc. Tato funkce byla od 1. října 1949 změněna na přednostu správy Táborů nucených prací. Účastnil se vyšetřování okolností smrti Jana Masaryka.
28. ledna 1951 byl Pokorný zatčen a v prosinci 1953 odsouzen ve vykonstruovaném procesu na 16 let za sabotáž, spiknutí a spolupráci s bývalými agenty gestapa a udavači, kterou mařil práci policie. Rozhodnutím prezidenta republiky byl po pěti a půl letech ve vězení osvobozen, rehabilitován a bylo mu obnoveno členství v Komunistické straně Československa.
V březnu 1968, během pražského jara, spáchal Pokorný sebevraždu. Úvahy o životě, minulosti a budoucnosti v jeho deníku jsou datované 25. března, dne 31. března byl nalezen oběšený v lese u Kanic.